# Села с укрепени църкви в Трансилвания
Седем трансилвански села с техните укрепени църкви предават картинно културния пейзаж на Южна Трансилвания, поради и което са вписани в списъка на ЮНЕСКО.
7-те села с техните укрепени църкви са основани от трансилвански саксонци, наричани по българските земи саси. Характеризират се със специфична система на земеползване, селищна структура и организация на семейните ферми, наследени от средновековието. Укрепените църкви, които доминират над селата, са илюстрация за строителните стилове от XIII до XVI век.

## Укрепена църква в Биертан
За пръв път за Биертан (Бирталм) се споменава през 1283 година, който се развива през XIV - XVI век като укрепено селище. Биертан е мястото, където Трансилванското събрание избира Стефан Майлат за принц на автономната област. От 1418 г. на Биертан е дадено правото да организира седмичен пазар, а от 1572 г. е седалище на саксонската епископия (до 1867 г., когато се мести в Сибиу/Херманщат). Строежът на църквата започва през 1402 г., когато цитаделата е разширена, и завършва през XVII век. През 1993 г. Биертан е включен в Списъка на Световното културно и природно наследство на ЮНЕСКО.

## Укрепена църква в Саскиз
Най-ранният документ за съществуването на Саскиз (Кайсд) датира от 1309 г. Старите документи свидетелстват за важността на селището, резиденция на каноническия сбор и, за кратко, седалище на Хапсбургите. Селото е имало стратегическа роля, за което свидетелства цитаделата на върха на хълма, построена между средата на XIV и началото на XV век. Укрепената готическа църква е издигната между 1493 и 1525 година, вероятно върху основите на по-стара църква. Вписана е в Списъка на Световното наследство на ЮНЕСКО през 1999 г.

## Укрепена църква във Валя Виилор
Църквата във Валя Виилор (Вурмлох) датира от XIII век, но е претърпяла значителни промени през XV и XVI век, когато е била добавена двойна отбранителна система. Овална крепостна стена и укрепление на самата църква (силна западна кула, отбранителен таван над хора) са компонентите на тази отбранителна система. Църквата принадлежи на трансилванския късноготически тип на залната църква (XVI век), докато интериорната украса (олтарът, хорът) са барокови. Вписана е в Списъка на Световното наследство на ЮНЕСКО през 1999 г.
- Вискри
- Преймер
- Şeica Mică
- Hărman
- Валя Виилор
- Axente Sever
- Brateiu
- Келнок